# Suíça nos Jogos Olímpicos de Verão de 1896
Suíça participou dos Jogos Olímpicos de Verão de 1896, em Atenas, na Grécia.
Três concorrentes da Suíça, competiu em duas modalidades no Jogos Olímpicos de Verão de 1896. O suíço ganhou um campeonato e ficou em segundo lugar em dois eventos mais, para um total de três medalhas. Tiveram 8 entradas em 5 eventos.